# Tapacul d'Utcubamba
El tapacul d'Utcubamba (Scytalopus intermedius) és una espècie d'ocell de la família dels rinocríptids (Rhinocryptidae).

## Hàbitat i distribució
habita zones de sotabosc als Andes centrals del nord del Perú, al sud de la regió de l'Amazones.

## Taxonomia
Ha estat considerat una subespècie del tapacul negrós (S. latrans) arran moderns estudis.